# Soledad Ballesteros
Soledad Ballesteros Jiménez (Madrid, 13 de agosto de 1947) es una investigadora española y catedrática de psicología en la Universidad Nacional de Educación a Distancia (UNED)

## Trayectoria académica
Estudió Psicología en el Programa nocturno de la Universidad Complutense de Madrid (UCM) y al finalizar obtuvo el Premio Extraordinario de Licenciatura de la Facultad de Psicología y el Premio Nacional Fin de Carrera en 1973.
Durante el curso académico 1974-1975, fue auxiliar de conversación en la Hornsey Secondary School de Londres. Al regresar a Madrid comenzó a trabajar como profesora en el programa nocturno de la Facultad de Psicología en la UCM al mismo tiempo que ejercía de profesora de EGB durante el día y realizaba tesis doctoral.
Su tesis doctoral Estudio evolutivo del esquema corporal a través de la prueba de Daurat-Hmeljak, Stambak y Berges, dirigida por José A. Forteza, fue novedosa en aquellos años, al plantear el estudio del esquema corporal desde una perspectiva experimental o genética, en una época en la que solo abundaban los trabajos de clínica patológica y los estudios neurológicos y psiquiátricos. Se centró en la perspectiva genética, por el especial interés y la importancia que tiene el esquema corporal lateralizado en el desarrollo psicomotor, intelectual y afectivo en la infancia.
Sus campos de interés son la memoria implícita y explícita en el envejecimiento normal y patológico, la atención, la preparación intermodal, la percepción háptica y visual y la neurociencia cognitiva del envejecimiento.
En 2008 alcanzó la categoría de Catedrática de Universidad por la Universidad Nacional de Educación a Distancia (UNED).

## Docencia
Soledad Ballesteros fue profesora en el Departamento de Psicología Básica II de la Facultad de Psicología en la UNED, desde 1983. Comenzó como colaboradora honorífica, siguió de profesora encargada de curso y profesora titular hasta que en 2008 obtuvo la plaza de catedrática de universidad en Psicología Básica. Fue la directora del departamento desde 2010 hasta 2017, año en el que pasó a ser profesora emérita.
A lo largo de su carrera como docente también fue visiting scholar (profesora invitada) en diversos países como en Poloniaː Warsaw School of Social Psychology (SWPS); en Estados Unidosː en la Universidad de Arizona (Tucson) trabajó con el profesor Samuel Kirk en 1984, en la Universidad de Columbia (Nueva York) estuvo entre 1989 y 1991 invitada por la profesora Lynn A. Cooper, en el Beckman Institute de la Universidad de Illinois en Urbana-Champaign (2007), Center for BrainHealth University of Texas at Dallas para trabajar con la profesora Denise C. Park (2009) o en Gran Bretaña donde trabajó con la doctora Susanna Millar en la Universidad de Oxford, entre 2002 y 2004. 
También impartió seminarios durante los año 2009 y 2010 dentro del programa de doctorado Lifelong Learning Programme, en Cracovia (Polonia), fianciado por la Comisión Europea.
Desde el año 2001 dirige en la UNED el Programa Modular en Gerontología y Atención a la Tercera Edad (Títulos de Experto Universitario y Master en Gerontología) y desde 2003, el Programa de Doctorado con Mención Calidad (MCD 2003-00411) del Ministerio de Educación en Envejecimiento y Enfermedades Neurodegenerativas. Además, realiza la divulgación de sus investigaciones en conferencias y también en cursos de verano como los de la UNED tratando asuntos como el entrenamiento mental y el ejercicio físico para la tercera edad.

## Investigación
Soledad Ballesteros enfocó sus líneas de investigación en la psicología del tacto y la visión; priming perceptivo intramodal e intermodal  (visual, háptico, auditivo); memoria implícita y explícita en el envejecimiento normal y patológico; influencia de la atención selectiva en la memoria implícita y explícita a lo largo del ciclo vital; correlatos neurales del envejecimiento cognitivo y de la demencia tipo Alzheimer. Posteriormente se centró más en la plasticidad cerebral, en los efectos del entrenamiento cognitivo y el ejercicio físico en las personas mayores y en los efectos de las intervenciones combinadas físicas y cognitivas en las funciones ejecutivas y la memoria de adultos mayores.
Al frente del Laboratorio de Envejecimiento y Cognición de la UNED, creó el Grupo de Investigación Estudios en Envejecimiento y Enfermedades Neurodegenerativas (SAND Research Group) y coordinó diversas investigaciones. Su principal objetivo es promover la investigación sobre los cambios cognitivos cerebrales producidos durante el envejecimiento normal y el patológico, utilizando para ello medidas conductuales, imágenes electroencefalográficas y resonancia magnética funcional.
Soledad Ballesteros concluye que lo mejor para llegar a la ancianidad en plenas facultades es llevar una vida activa y los resultados serán mejores si el ejercicio físico y mental se lleva a cabo de una forma combinada y, además, en un ambiente que propicie las relaciones sociales. Así pues, son tres los pilares básicos para ayudar a prevenir demencias, consistentes en mantener la actividadː social, física y cognitiva constante.
En 2019, dentro del Proyecto Europeo SusTAGE -cuyo objetivo es prolongar la vida laboral y posponer la edad de jubilación- Ballesteros y su equipo de investigación se centraron en el desarrollo de videojuegos para contribuir a un envejecimiento activo y saludable. En este campo de trabajo se especializó el grupo de investigación de Estudios en envejecimiento y enfermedades neurodegenerativas de la UNED, que en esta ocasión se centró en el desarrollo de videojuegos específicos para entrenar la memoria, la atención y otras áreas cognitivas. Evitar el aislamiento de las personas mayores y lograr conectarlas a través del uso de las nuevas tecnologías de la comunicación, en este caso de los videojuegos, intenta ser una vía para prevenir las demencias.
En sus últimas investigaciones se constata que el descenso de la capacidad cognitiva y física en adultos de avanzada edad repercute negativamente en la sociedad, por las enfermedades neurodegenerativas previsibles en próximos años, de ahí la importancia de encontrar formas eficaces de prevenir el impacto negativo del declive cognitivo y el efecto en los recursos sociales y de atención sanitaria existentes.

## Obras
A lo largo de su carrera, Soledad Ballesteros publicó más de doscientos trabajos científicos entre artículos en revistas, libros y capítulos de libros. Recibió varios premios del Consejo Social de la UNED por varios libros. También editó algunos de sus libros publicados en Estados Unidos, en los que participaron importantes personalidades científicas, como enː
- Object perception: Structure and processes (junto a Bryan E. Shepp, 1989)
- Cognitive approaches to human perception (1994)
- Touch and blindness. Psychology and neuroscience (junto a Morton A. Heller, 2006)

## Premios y reconocimientos
- Premio Extraordinario de Licenciatura, Facultad de Psicología, UCM (octubre de 1973)
- Premio Nacional Fin de Carrera de Psicología y Victor de Plata (noviembre de 1973, entregado en junio de 1975)
- Premio a la Mejor Unidad Didáctica del Consejo Social de la UNED, por la obra Psicología General (Vol. I, 2001 y Vol. II, 2002).[13]
- Premio al Mejor Material Didáctico, Esnseñanzas Regladas por la obra Aprendizaje y memoria en la vejez (2002).[13]

Soledad Ballesteros pertenece a un gran número de instituciones, asociaciones y sociedades científicas, tanto nacionales como internacionales. Entre otras, el Colegio Oficial de Psicólogos desde su creación en 1980, la Sociedad Española de Psicología desde 1983, la American Psychological Association desde 1984, Psychonomic Society desde 1987, la European Society for Cognitive Psychology desde 1990, el Tactile Research Group desde 1994, Miembro Titular de la SEPEX en 1998, Sociedad Española de Geriatría y Gerontología desde 2005 y fue presidenta de la Sociedad Española de Psicología Experimental (SEPEX) y posteriormente miembro honoraria.
Además,  
- Su laboratorio en el Departamentode Psicología Básica II ha sido designado Centro Colaborador de la International Association of Gerontology and Geriatrics (IAGG) de 2009-2013.[4]